# Зырянка (Талицкий муниципальный округ)
Зырянка — деревня в Талицком городском округе Свердловской области, Россия.

## Географическое положение
Деревня Зырянка муниципального образования «Талицкого городского округа» Свердловской области находится на расстоянии 24 километров (по автотрассе в 36 километрах) к северо-востоку от города Талица, на правом берегу реки Балаир (левый приток реки Пышма).

## Музей Н.И. Кузнецова
В 1911 году в деревне родился будущий разведчик Великой Отечественной войны, Герой Советского Союза Николай Иванович Кузнецов (Пауль Зиберт, 1911–1944). В бывшем здании сельской школы открыт отдел музея Н.И. Кузнецова города Талица. В музее воссоздана обстановка школьного класса 1920-х годов, когда здесь учился Николай Иванович.

## Население
| 2002 | 2010 | 2021 |
| ---- | ---- | ---- |
| 165  | ↘146 | ↘107 |